# Tephrosia kazibensis
Tephrosia kazibensis är en ärtväxtart som beskrevs av Arthur John Cronquist. Tephrosia kazibensis ingår i släktet Tephrosia och familjen ärtväxter. Inga underarter finns listade i Catalogue of Life.